# 356

## Decese
- Antonie cel Mare, călugăr, ascet și eremit egiptean (n. 251)